# جنال اتکینسون
جنال اتکینسون (به انگلیسی: Janelle Atkinson) (زادهٔ ۳۰ سپتامبر ۱۹۸۲) شناگر اهل جامائیکا است.